# Hl. Dreifaltigkeit (Dürnten-Tann)

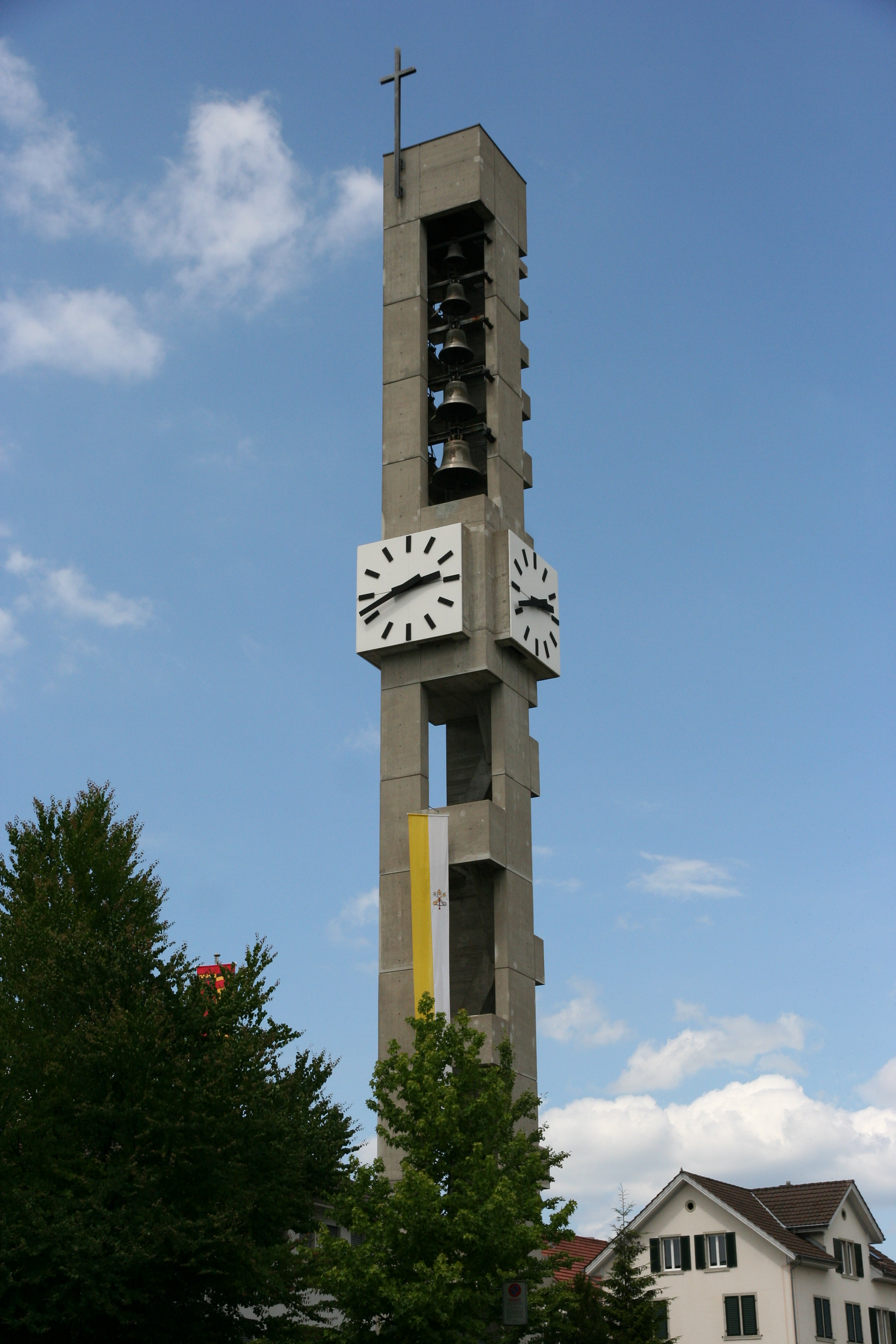
Kirche Hl. Dreifaltigkeit, Kirchturm

Die Kirche Hl. Dreifaltigkeit ist die römisch-katholische Pfarrkirche von Rüti, Dürnten und Bubikon-Dorf im Zürcher Oberland. Sie steht in Dürnten im Ortsteil Tann an der Kirchenrainstrasse 2. 

## Geschichte

### Katholizismus in Rüti bis zur Reformation
Vor der Gründung des Klosters Rüti gab es im Ort bereits eine Kapelle, die dem Hl. Nikolaus geweiht und eine Filiale der Pfarrei Busskirch gewesen war. Diese Kapelle wurde bei der Gründung des Klosters Rüti von diesem übernommen. Liutold (Lütold) IV. von Regensberg gründete im Jahr 1206 das Kloster Rüti und berief Probst Ulrich und Prior Luther vom Prämonstratenserkloster Churwalden, das Kloster aufzubauen. 1208 entstand zunächst eine Holzkirche, die 1214 durch einen Steinbau ersetzt wurde. Im gleichen Jahr wurde diese Kirche von der Pfarrei Busskirch abgetrennt und zu einer eigenen Pfarrei erhoben. Im Jahr 1217 wurde die Klosterkirche der Muttergottes Maria geweiht. Die Kirche wurde dreischiffig und nach dem Vorbild des Zürcher Grossmünsters errichtet. Sie diente 1315 und 1386 den österreichischen Rittern und Gefallenen als Grablege, ebenso dem letzten Toggenburger Friedrich VII. Die Kirche wurde 1351–1355 von den Zürchern und Schwyzern geplündert, ebenso in den Jahren 1443 erneut durch die Schwyzer bzw. durch die Acht Alten Orte. In den Jahren 1300 und 1379–94 sowie nach der Plünderung durch die Acht Alten Orte in den Jahren 1490–1499 wurde die Kirche umgebaut. Im Zuge der Reformation wurde das Stift im Jahr 1525 gewaltsam aufgehoben. Dabei wurde auch die Grablege der Toggenburger zugeschüttet, das Langhaus der Kirche verkürzt und einschiffig gebaut. Das Gnadenbild der Muttergottes aus der Klosterkirche Rüti wurde in die Kirche Dreibrunnen bei Wil (SG) überführt, wo fortan eine Wallfahrt entstand. Da im Gebiet des heutigen Kantons Zürich katholische Gottesdienste ab der Reformation in Zürich verboten waren, wurde die ehemalige Klosterkirche fortan als Reformierte Kirche Rüti verwendet.

### Diasporakatholizismus im 19. Jahrhundert
Das Toleranzedikt des Zürcher Regierungsrats vom 10. September 1807 erlaubte erstmals wieder eine katholische Gemeinde in Zürich. Im Zuge der Industrialisierung zogen in der ersten Hälfte des 19. Jahrhunderts zahlreiche Katholiken aus der Zentral- und Ostschweiz, aber auch aus den benachbarten katholischen Ländern in den Kanton Zürich. Im Zürcher Oberland fanden die Zugezogenen in den neu entstandenen Industriebetrieben Anstellungen. Wichtig war für die Katholiken im Zürcher Oberland die Nähe zum katholischen Kanton St. Gallen. Besonders das nahe gelegene Rapperswil SG ermöglichte die Seelsorger der ersten Katholiken im Zürcher Oberland. Im September 1861 unterzeichneten die bischöflichen Ordinariate von Chur und St. Gallen eine Übereinkunft „über die künftige Pastoration der in den reformierten Gemeinden der Kantone Zürich und Appenzell Ausserrhoden lebenden Katholiken“. Hierbei wurden die Katholiken in Bubikon dem Pfarramt Jona, diejenigen von Rüti dem Pfarramt Eschenbach und die von Dürnten dem Pfarrer von Busskirch zugeteilt.  Das sog. Erste zürcherische Kirchengesetz im Jahr 1863 anerkannte die katholischen Kirchgemeinden neben Zürich auch in Winterthur, Dietikon und Rheinau (die letzten beiden waren traditionell katholisch geprägte Orte). Auf Grundlage des Vereinsrechts konnten daraufhin im ganzen Kanton katholische Niederlassungen gegründet werden. Mit Hilfe von Fördervereinigungen wie dem Piusverein (gegr. 1857) und der Inländischen Mission, welche von Johann Melchior Zürcher-Deschwanden 1863 gegründet wurde mit dem Ziel, namentlich im Diasporagebiet des Kantons Zürich die katholische Seelsorge aufzubauen, entstanden in den 1860er Jahren in kurzer Folge weitere Seelsorgestationen und spätere Pfarreien im Kanton Zürich, darunter auch die Missionsstation Pilgersteg an der Jona auf dem Boden der Gemeinde Dürnten. Hier wurde am 17. Juni 1866 der erste katholische Gottesdienst im Zürcher Oberland seit der Reformation abgehalten. Die Seelsorge wurde den Kapuzinern des Klosters Rapperswil anvertraut. Fortan zogen die Katholiken der Region zum Pilgersteg, wo sich das kirchliche Leben zunächst konzentrierte. Im Jahr 1873 entstand in Wald eine eigene Pfarrei und die verbliebenen Katholiken feierten fortan in der Kapelle des Ritterhaus Bubikon ihre Gottesdienste.

### Wiederaufbau der Pfarrei und Baugeschichte

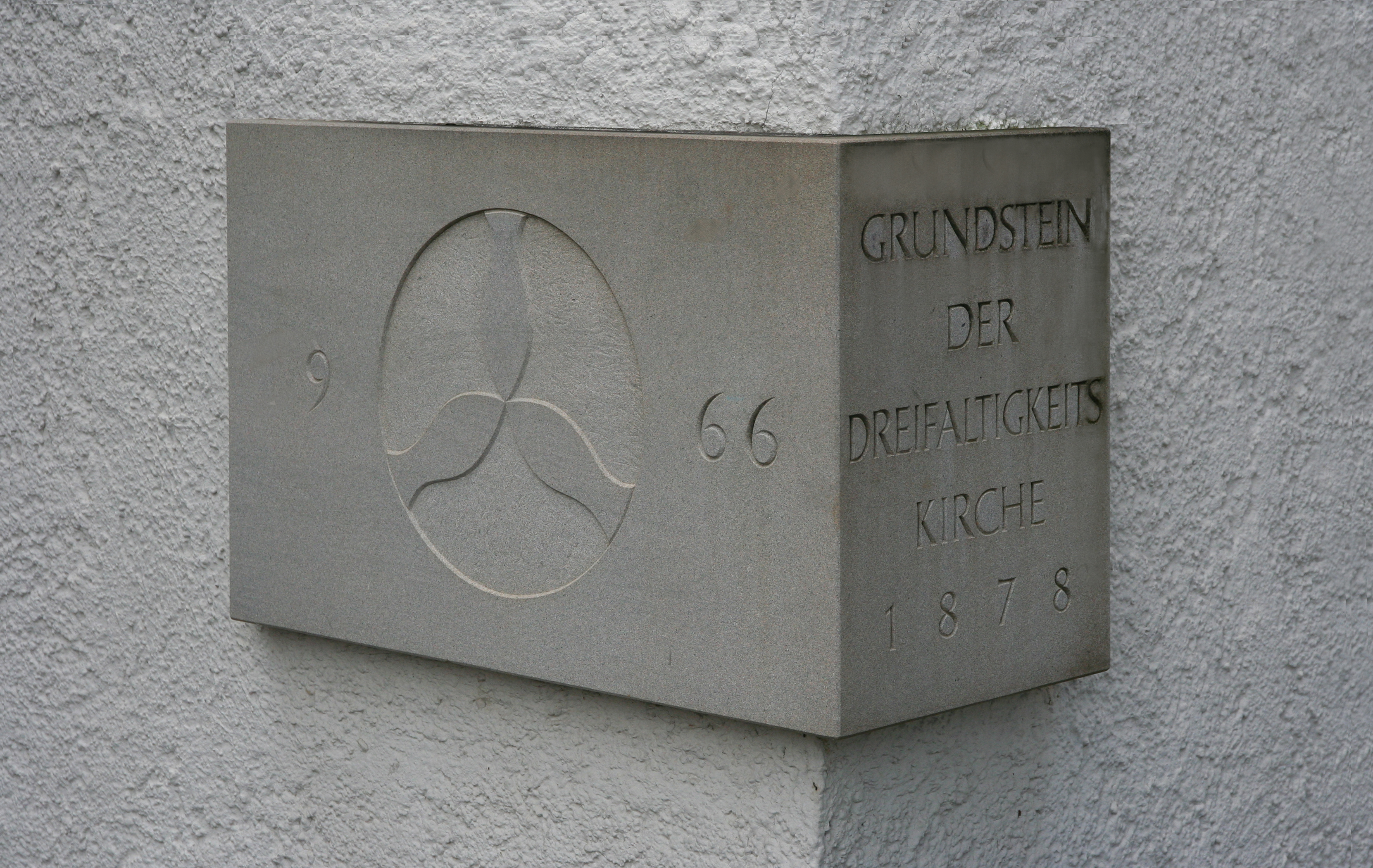
Grundstein von 1878

Im Jahr 1877 kaufte der Guardian des Klosters Rapperswil in Tann auf dem Sandbühl den Bauplatz für die zukünftige katholische Kirche von Rüti. Am 22. September 1878 fand die Grundsteinlegung und am 23. November 1879 die Einsegnung der Kirche statt. Ab 1883 wurde die Seelsorge von Weltgeistlichen übernommen. Im gleichen Jahr kaufte die katholische Pfarrei drei Glocken der reformierten Kirche ab; das Geld dafür stammte fast zur Hälfte aus einer überkonfessionellen Sammlung. 1887 wurde das Pfarrhaus errichtet. Am 14. September wurde die fertig ausgestattete Kirche vom Bischof von Chur, Johannes Fidelis Battaglia, der Heiligsten Dreifaltigkeit geweiht; als zweiter Patron wurde der Hl. Wendelin bestimmt, der der Kirchenpatron der vorreformatorischen Kirche von Dürnten gewesen war. 1889 erhielt die Kirche eine Orgel. Ab 1892 übernahmen die Ingenbohler Schwestern die Krankenpflege und später auch eine Kleinkinderschule; mit der Abberufung der Schwestern im Jahr 1908 wurden beide karitativen Tätigkeiten wieder eingestellt. 1899 wurde der Bau eines Kirchturms beschlossen, welcher am 29. Juli 1906 fertiggestellt wurde und eine Höhe von 54 Metern besass. 1915 erhielt die Kirche ihre zweite Orgel. Im Jahr 1933 wurde ein neues Geläut mit fünf Glocken von Bischof Laurenz Matthias Vincenz geweiht und anschliessend in den Kirchturm aufgezogen. Am 2. Mai 1948 weihte Bischof Christian Caminada eine Kopie des Gnadenbildes Unserer Lieben Frau von Rüti. 1948–1949 wurde ein Vereinshaus mit Werktagskapelle erbaut. Im Jahr 1950 wurde hinter dem Pfarrhaus Land für den Bau eines katholischen Altersheims erworben. Nachdem am 11. Juli 1963 das Zürcher Stimmvolk die katholische Kirche öffentlich-rechtlich anerkannte, wurden durch die Gelder aus der Kirchensteuer die Planung und der Bau der zweiten, heutigen Pfarrkirche samt Pfarrhaus und Pfarreizentrum möglich. Am 17. Oktober 1965 fand der letzte Gottesdienst in der alten Kirche statt. Am 21. August 1966 legte Generalvikar Alfred Teobaldi den Grundstein für den Bau der neuen Kirche. Es handelte sich um den gleichen Grundstein, der schon beim Bau der ersten Kirche gedient hatte. Am 21. Juni 1967 fand der Glockenaufzug der überholten Glocken von 1933 statt und am 8. Oktober 1967 weihte Bischof Johannes Vonderach die neu erbaute Kirche.
Die Kirchgemeinde Rüti ist mit ihren 6'104 Mitgliedern (Stand 2021) eine der mittelgrossen katholischen Kirchgemeinden des Kantons Zürich.

## Baubeschreibung

### Erste Kirche
Die in den Jahren 1878–1879 errichtete Kirche war ein einschiffiger Bau mit längsrechteckigem Grundriss. Abgeschlossen wurde das Kirchenschiff mit einem eingezogenen Chor, der ebenfalls einen rechteckigen Grundriss aufwies und durch mehrere Treppenstufen vom Kirchenraum abgehoben war. Die Kirche besass romanisierende Fenster und war zu Beginn noch karg eingerichtet. Bis zur Weihe der Kirche im Jahr 1887 erfolgte die Innenausstattung der Kirche. So erhielt das Gotteshaus neben dem Hochaltar, der der Heiligsten Dreifaltigkeit geweiht war, auch zwei Seitenaltäre, die sich an den Wänden links und rechts des Chores befand. Der linke Seitenaltar war der Muttergottes, der rechte dem Hl. Josef geweiht. Malereien und Buntglasfenster rundeten die Ausstattung der Kirche ab. Bis zum Jahr 1906 besass die Kirche einen Dachreiter, der nach dem Bau des Kirchturms abgetragen wurde. Auch in den folgenden Jahrzehnten wurde die Kirche den Bedürfnissen der Pfarrei und dem Geschmack der Zeit angepasst. So erhielt der Hochaltar im Jahr 1914 ein neues Altargemälde und die Kirche 1915 eine grosse Kirchenorgel.

#### Orgel der ersten Kirche
Die erste Dreifaltigkeitskirche erhielt im Jahr 1915 eine Orgel, welche von der Firma Orgelbau Kuhn erstellt wurde. Es handelte sich um eine pneumatische Membranladenorgel mit 22 klingenden Registern sowie zwei Transmissionen auf zwei Manualen samt Pedal. Am 30. August 1915 wurde die Orgel eingeweiht. Zusammen mit dem Abbruch der alten Kirche erfolgte auch der Abbruch dieser ersten Orgel.
| I Manual C–g3     |       |
| Gross-Gedeckt     | 16′   |
| Principal         | 08′   |
| Gross-Gedeckt     | 08′   |
| Gamba             | 08′   |
| Dolce             | 08′   |
| Gemshorn          | 08′   |
| Flauto            | 04′   |
| Octave            | 04′   |
| Mixtur            | 2 ⁄3′ |
| Trompete (aus II) | 8′    |

| II Manual (schwellbar) C–g3 |     |
| Lieblich Gedeckt            | 16′ |
| Geigenprinzipal             | 08′ |
| Orchesterflöte              | 08′ |
| Salicional                  | 08′ |
| Quintatön                   | 08′ |
| Aeoline                     | 08′ |
| Vox coelestis               | 08′ |
| Traversflöte                | 04′ |
| Trompette harmonique        | 08′ |
| Tremulant                   |     |

| Pedal C–f1        |     |
| Principalbass     | 16′ |
| Subbass           | 16′ |
| Echobass (aus II) | 16′ |
| Octavbass         | 08′ |
| Violoncello       | 08′ |

- Koppeln: II/I, I/P, II/P

### Zweite Kirche

#### Kirchturm und Äusseres

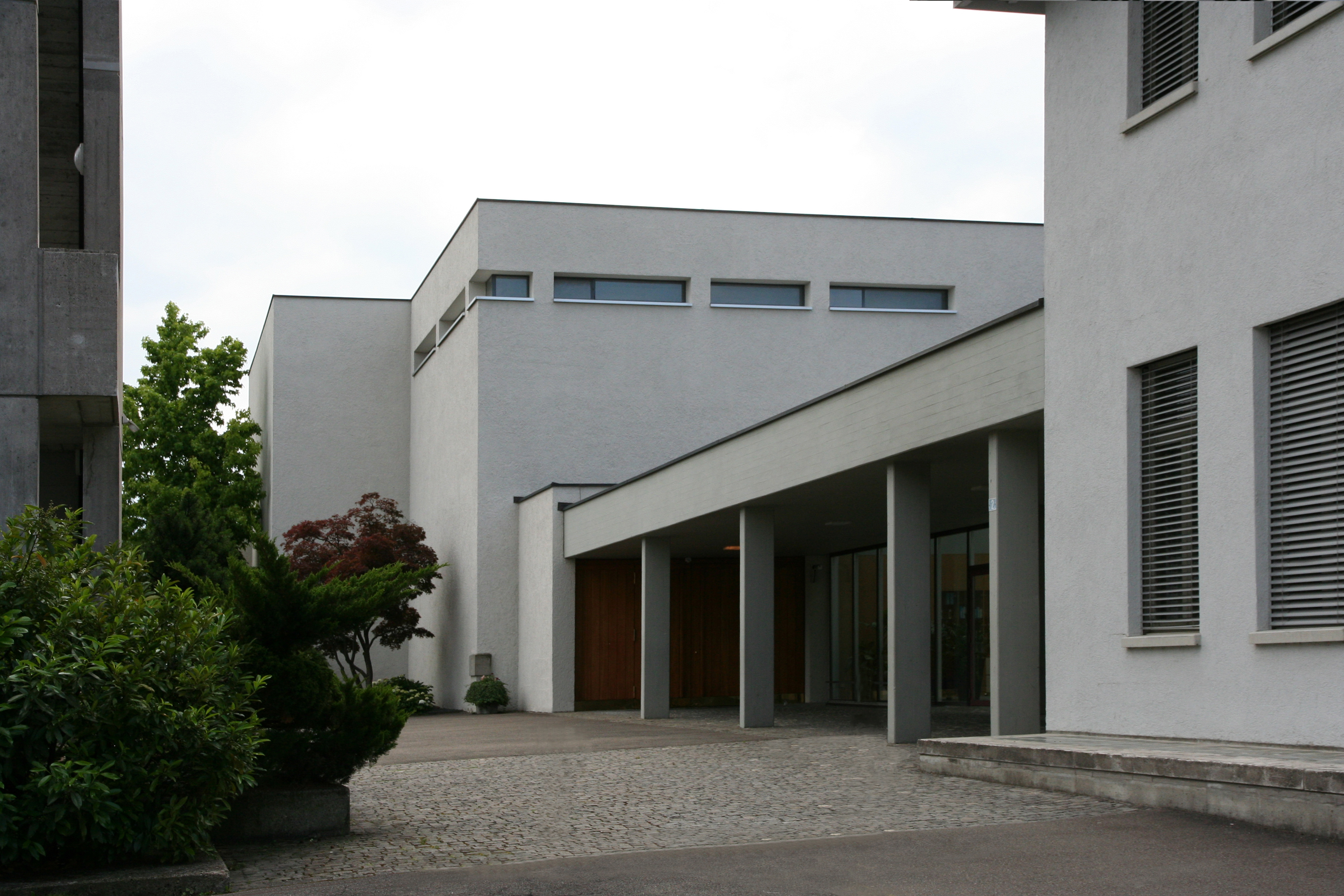
Ansicht von Nordosten

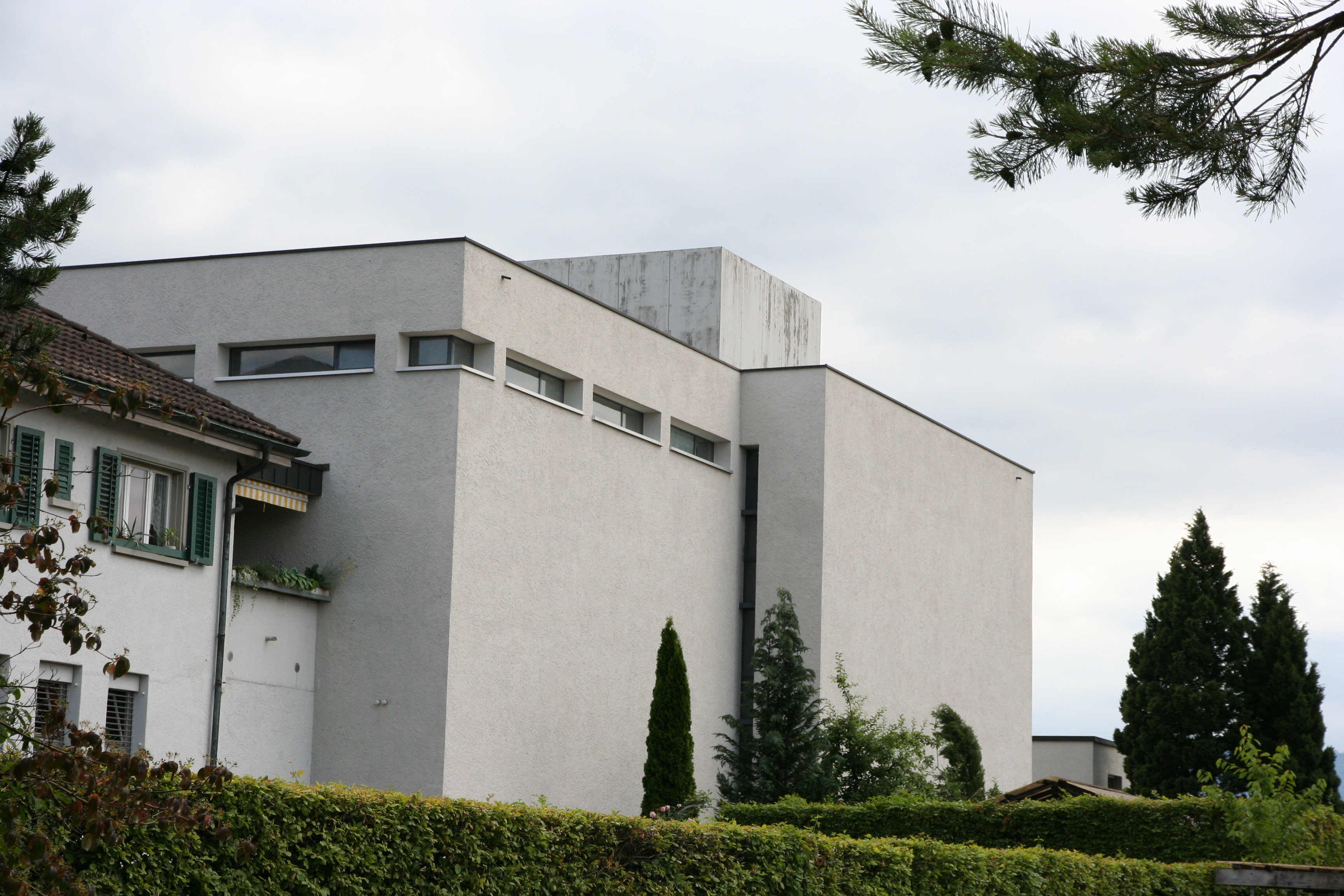
Ansicht von Nordwesten

Die zweite Kirche der Pfarrei wurde nach Plänen des Architekten J. A. Weber, Rüti errichtet. Es handelt sich um eine Kirche aus Beton, welche einen quadratischen Grundriss aufweist. Direkt mit der Kirche verbunden sind das Pfarrhaus und das Pfarreizentrum. Auf dem Sandbühl gelegen, nutzt das Ensemble die topografische Lage, wobei der Kirchturm mit seiner Turmuhr und dem Turmkreuz von allen Seiten gut sichtbar ist und auf die Lage der katholischen Kirche verweist. Die fünf Glocken wurden 1933 von der Glockengiesserei Egger in Staad bei Rorschach für die Vorgängerkirche gegossen und von dieser übernommen.
| Nummer | Gewicht | Ton |
| ------ | ------- | --- |
| 1      | 2400 kg | c   |
| 2      | 1300 kg | es  |
| 3      | 930 kg  | f   |
| 4      | 620 kg  | g   |
| 5      | 350 kg  | b   |

#### Innenraum und künstlerische Ausstattung

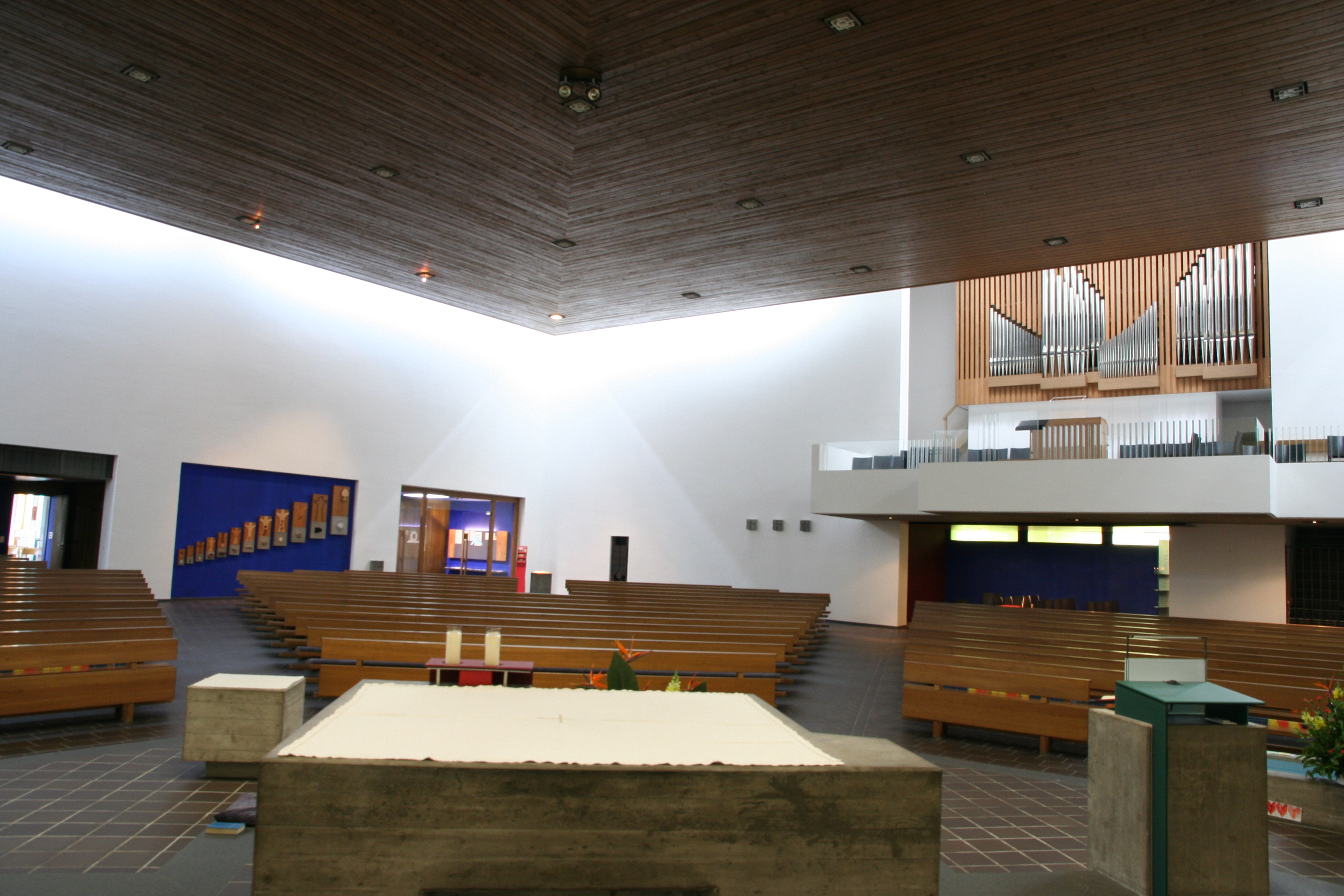
Innenansicht

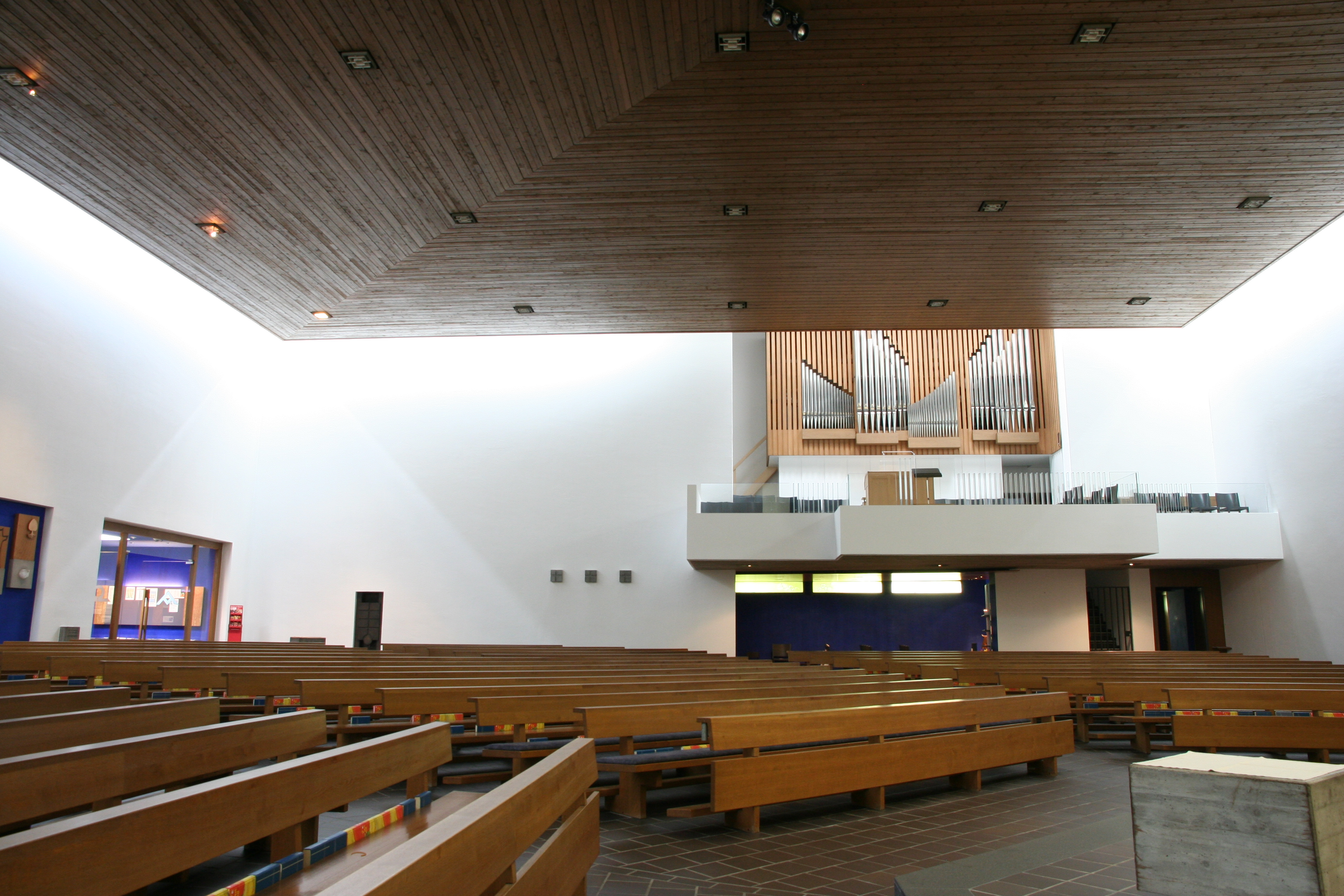
Blick zur Orgelempore

Die Kirche setzt die Vorgaben der Liturgiekonstitution des Zweiten Vatikanischen Konzils um, indem der Altarraum an der südwestlichen Ecke des quadratischen Raums positioniert ist und die Kirchenbänke im Halbkreis auf den Altar ausgerichtet sind. Der Künstler Albert Wider, Widnau, schreibt über die Gestaltung der Kirche: «Wenn bis in die Neuzeit hinein eine Kirche in erster Linie als Haus Gottes bezeichnet worden ist, so erkennt nun das Konzil darin ebenso sehr und ausgeprägt ein Haus der Gemeinde. Die Anordnung der einzelnen Teile muss funktionsgerecht so geformt sein, dass eine Kirche zum Haus des Gottesvolkes werden kann.» Der Volksaltar bildet das Zentrum des Chores und auf den Altar hin sind die Bänke für die Gottesdienstbesucher ausgerichtet. Die Lichtführung der Kirche unterstreicht die zentrale Bedeutung des Altares zusätzlich. Der Tabernakel wurde den Vorgaben des Konzils entsprechend vom Altar getrennt aufgestellt und besitzt die Form einer Stele. Auf den Tabernakeltüren befinden sich Kelch und Hostie, auf der rückseitigen Türe den Lebensbaum. Der Ambo wurde als zweiter wichtiger Ort des Gottesdienstes gestaltet. Er soll „den Dialog zwischen Priester und Volk“ ermöglichen. Zwischen Ambo und Altar befand sich ursprünglich das Vortragekreuz, welches in dieser Anordnung darauf hinwies, dass sowohl Altar als auch Ambo Jesus Christus verkündigen. Das Vortragekreuz zeigt nur das Haupt, das Herz sowie Hände und Füsse von Jesus Christus. Alle anderen Körperteile sind mit dem Kreuz verschmolzen. Dieses Kreuz geht aus den Symbolen der Dreifaltigkeit hervor und verweist auf die Weihe der Kirche an die Trinität. Die Rückseite des Kreuzes zeigt sieben Schalen und verweist auf die sieben Sakramente. Links des Chorraumes befindet sich der Taufbrunnen, der gemäss der Liturgiekonstitution nicht mehr in einer separaten Taufkapelle im hinteren Teil der Kirche, sondern vorne inmitten der Gläubigen platziert wurde. Auf dem Taufbrunnen sind die Sieben Gaben des Hl. Geistes eingeschrieben, welche nach Jesaja 11,2 Weisheit und Verstand, Rat und Stärke, Wissenschaft, Frömmigkeit und Gottesfurcht sind. An der Rückseite des Kirchenraums wurde 1994 auf blauem Grund eine symbolhafte Darstellung des menschlichen Lebens angebracht. Die rechteckigen Tafeln bestehen im unteren Teil aus einem Stein, in den jeweils ein weiterer Stein oder Kristall eingesetzt ist. Der obere Teil der rechteckigen Tafel besteht aus Holz und zeigt einen Baum, in den jeweils Symbole, z. T. als Intarsie gearbeitet, eingelassen sind. Im Jahr 2009 wurde der Innenraum der Kirche renoviert, wobei auch der Tabernakel einen neuen, gekürzten Sockel erhielt. An der Wand des Chorraums befindet sich ein neu geschaffenes Kreuz.

#### Orgel

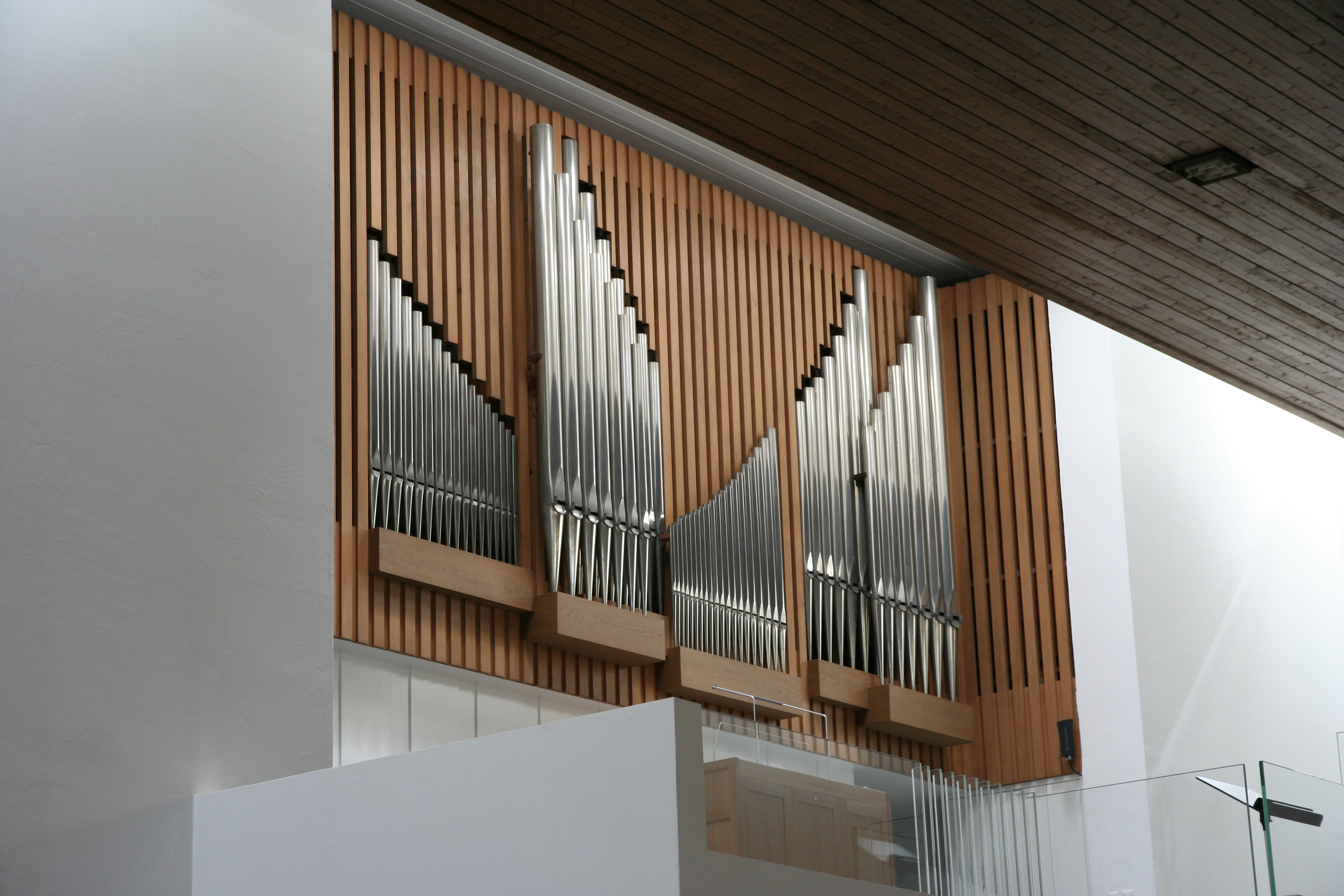
Späth-Orgel von 1972

Von 1967 bis 1972 besass die neu errichtete zweite Dreifaltigkeitskirche noch keine Orgel, da sich die Lieferung verzögerte. Am 12. März 1972 wurde die von Orgelbau Späth errichtete Orgel eingeweiht. Das Instrument besitzt 30 Register auf drei Manualen samt Pedal. Die Traktur erfolgt mechanisch, die Registratur elektrisch, die Windladen sind Schleifladen. Im Jahr 2013 erfolgte eine Generalrevision durch Orgelbau Wälti, Gümligen. Es wurden zwei Register hinzugefügt, das Unda maris 8′ im Schwellwerk und das akustische 32′-Register Grand-Bourdon im Pedal. Die Pfeifen des Fagott 16′ im Pedal wurden erneuert.
| I Hauptwerk C–g3 |       |
| Quintade         | 16′   |
| Prästant         | 08′   |
| Rohrflöte        | 08′   |
| Oktave           | 04′   |
| Rohrflöte        | 04′   |
| Quinte           | 2 ⁄3′ |
| Oktave           | 02′   |
| Mixtur           | 1 ⁄3′ |
| Trompete         | 08′   |

| II Positiv C–g3 |                |
| Holzgedackt     | 8′             |
| Prinzipal       | 4′             |
| Rohrflöte       | 4'             |
| Sesquialter     | 2 ⁄3′ + 1 3⁄5′ |
| Schwiegel       | 2′             |
| Zimbel          | 1⁄2′           |
| Krummborn       | 8′             |
| Tremulant       |                |

| III Schwellwerk C–g3 |       |
| Harfpfeife           | 8′    |
| Unda maris           | 8′    |
| Fugara               | 4'    |
| Spitzflöte           | 4′    |
| Nachthorn            | 2′    |
| Larigot              | 1 ⁄3′ |
| Scharf               |       |
| Schalmey             | 8′    |
| Tremulant            |       |

| Pedal C–f1    |        |
| Grand Bourdon | 32′    |
| Subbass       | 16′    |
| Stillgedackt  | 16′    |
| Prinzipal     | 08′    |
| Pommer        | 08′    |
| Choralbass    | 04′    |
| Mixtur        | 02 ⁄3′ |
| Fagott        | 16′    |

- Koppeln: II/I, III/I, III/II, III/I 16′, I/P, II/P, III/P, III/P 4′